# 日本女子体育大学
日本女子体育大学（にほんじょしたいいくだいがく、英語: Japan Women's College of Physical Education）は、東京都世田谷区北烏山八丁目19番1号に本部を置く日本の私立大学。1922年創立、1965年大学設置。大学の略称は日女（にちじょ）、JWCPE。

## 沿革

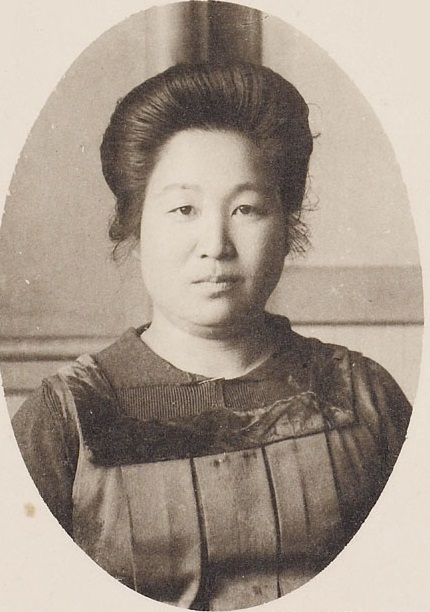
二階堂トクヨ

- 1922年4月15日 - 東京府豊多摩郡代々幡町（現在の東京都渋谷区）にて二階堂トクヨにより二階堂体操塾開塾
- 1924年1月25日 - 関東大震災により荏原郡松沢村（現在の世田谷区松原）に移転
- 1926年3月24日 - 財団法人日本女子体育専門学校を設立
- 1926年4月1日 - 専門学校令により専門学校に昇格（日本で初めて女子体育専門学校として認可される）
- 1947年10月1日 - 付設園としてみどり幼稚園設立（初代園長二階堂清寿）
- 1950年3月24日 - 学校法人二階堂学園設立
- 1950年4月1日 - 日本女子体育短期大学開学（体育科、保育科）
- 1965年4月1日 - 日本女子体育大学開学（体育学部体育学科）
- 1980年4月1日 - 法人本部を世田谷区松原から同区北烏山に移転
- 1989年11月27日 - 日本女子体育大学体育学部附属基礎体力研究所設置
- 1993年4月1日 - 大学院スポーツ科学研究科を設置
- 1999年4月1日 - 体育学部の体育学科を改組し運動科学科（スポーツ科学専攻・舞踏学専攻）とスポーツ健康学科（健康スポーツ学専攻・幼児発達学専攻）を設置。日本女子体育短期大学の学生募集を停止
- 2000年7月28日 - 日本女子体育短期大学を廃止
- 2005年1月28日 - 体育学科を廃止
- 2013年4月15日 - 二階堂学園創立90周年記念式典
- 2020年4月1日 - 運動科学科（スポーツ科学専攻・舞踏学専攻）をスポーツ科学科とダンス学科に、スポーツ健康学科（健康スポーツ学専攻・幼児発達学専攻）を健康スポーツ学科と子ども運動学科に改組

## 学部
- 体育学部
  - 運動科学科
    - スポーツ科学専攻
    - 舞踊学専攻

  - スポーツ健康学科
    - 健康スポーツ学専攻
    - 幼児発達学専攻

  - スポーツ科学科
  - ダンス学科
  - 健康スポーツ学科
  - 子ども運動学科

## 研究科
- スポーツ科学研究科
  - スポーツ科学専攻（修士課程）（男女共学）

## 附属機関
- 基礎体力研究所

## 学内奨学金
給付型
- 二階堂学園奨学基金
- 松徳会奨学基金（対象・学部2,3,4年次）

## 対外関係
- 多摩信用金庫（2008年、連携協力協定を締結）

他の大学との協定
- 三鷹ネットワーク大学

国際・学術交流等協定校
- 上海師範大学（中国・上海市）

本学大学院との単位互換協定
- 日本体育大学大学院、国士舘大学大学院

## 交通
- 京王線千歳烏山駅 徒歩15分
- 京王線千歳烏山駅、JR中央線・京王井の頭線 吉祥寺駅より小田急バス「日本女子体育大学前」下車 徒歩1分

## 系列校
- 日本女子体育大学附属二階堂高等学校（女子校）
- 我孫子二階堂高等学校（共学校）
- 二階堂幼稚園
- 日本女子体育大学附属みどり幼稚園